# Rhigioglossa lineacallosa
Rhigioglossa lineacallosa är en tvåvingeart som beskrevs av Chainey 1987. Rhigioglossa lineacallosa ingår i släktet Rhigioglossa och familjen bromsar. Inga underarter finns listade i Catalogue of Life.